# Безденежні (Верхошижемський район)
Безде́нежні (рос. Безденежные) — присілок у складі Верхошижемського району Кіровської області, Росія. Входить до складу Косінського сільського поселення.
Населення становить 45 осіб (2010, 67 у 2002).
Національний склад станом на 2002 рік — росіяни 99 %.